# 佐橋薫
佐橋 薫（さはし かおる、1925年（大正14年）6月28日 - 2015年（平成27年）4月28日）は、日本の政治家、実業家。愛知県小牧市長（4期）、愛知県議会議員（5期）。

## 来歴
愛知県小牧市生まれ。小学校3年生のとき、養鶏業を営んでいた父親を亡くす。新聞配達やおけ製造職人見習いなどを経て、1952年（昭和27年）6月、味岡木毛合資会社（現・佐橋工業株式会社）を設立した。愛知県青年団協議会の会長時代に青年会館建設に奔走。これがきっかけで政治の道に入り、1959年（昭和34年）の愛知県議会議員選挙に無所属で立候補するが次点で落選。1963年（昭和38年）4月、県議選に自民党公認で立候補し初当選。同年中京大学専科を中退。5期県議を務め、1976年（昭和51年）5月から1年間議長を務めた。
着実にキャリアを積んだ佐橋は自民党愛知県連の幹事長に就任。藤川一秋参議院議員の次期参院選（1980年）不出馬に伴う後継者の最有力者とみなされるまでになった。
そんな折の1979年（昭和54年）5月15日、小牧市長の舟橋久男が4選出馬を記者会見で表明する。過去3回の選挙で舟橋は自民党の推薦を得ていたが、党に無断で出馬表明をしたことから自民党小牧支部の反感を買った。同年6月、小牧市議32人中22議員が結束を固め、保革連合による対抗馬擁立が決定。反舟橋派の自民党市議団16人の要請を受け、7月17日、同党小牧支部長だった佐橋は市長選への出馬を表明した。先行きを懸念した仲谷義明愛知県知事が間に入り、調整工作を行うも不調に終わった。
同年8月19日に行われた小牧市長選挙で舟橋との一騎打ちを制し、初当選した。
1991年（平成3年）に4期目の当選を果たす。桃花台ニュータウンの建設や名鉄小牧線の連続立体交差事業、小牧駅西地区の再開発事業などの大型事業を推し進め、全国市長会副会長や愛知県市長会長などの要職を歴任した。

### 収賄容疑で逮捕
1995年（平成7年）1月9日、収賄の疑いで逮捕される。名古屋市内の建築事務所社長らも贈賄の疑いで逮捕された。贈収賄の舞台となったのは約17億7千万円をかけて1994年（平成6年）11月30日に完成した小牧市総合福祉施設ふれあいセンター。同建築事務所は同センターの基本設計や実施設計、工事監理の契約を得るために1991年（平成3年）8月上旬に50万円を、1992年（平成4年）4月に200万円を佐橋に手渡した。わいろの効果はすぐに得られ、建築事務所は基本設計（委託料約700万円、1991年9月着手）、実施設計・工事監理（委託料約6,200万円、1992年6月着手）ともに随意契約で受注した。佐橋は受け取った金を家族が経営する青果物卸会社や野菜加工会社の借金穴埋めに充てたとされる。佐橋の親族の会社は青果共業組合から約2,000万円の貸付金返還請求の民事訴訟を起こされていた。
同年1月14日に辞職願を提出し、1月20日に小牧市議会は辞職申し出に同意した。
一審は200万円のわいろ授受については「証明が不十分」と判断し無罪判決を出したが、二審は一審判決を破棄し、全額わいろであると認定した。2003年（平成15年）、最高裁判所により懲役2年、執行猶予4年の有罪判決が確定した。
2012年（平成24年）2月17日、犬山市の県道で中学生を車ではね、自動車運転過失傷害の現行犯で逮捕された。
2015年（平成27年）4月28日、心室細動虚血性心不全のため死去。89歳没。